# Onderwijsbevoegdheid
De term onderwijsbevoegdheid wordt gebruikt om aan te duiden in welk vak of welke vakken een leraar les mag geven, en op welk niveau.

## Vlaanderen
Het stelsel van onderwijsbevoegdheden betreft voornamelijk het secundair onderwijs; in het lager onderwijs is het eenvoudig: onderwijzer(es); het hoger onderwijs heeft op dat punt een grotere autonomie. Zo bestaat er een uitgebreide lijst van diploma's (in deze context "bekwaamheidsbewijs" genoemd) met de daaraan gekoppelde vakken. In de regel wordt de onderwijsbevoegdheid verworven naar:
- (inhoudelijk) vak: een licentiaat in de fysica mag uiteraard het vak fysica geven, maar bij gebrek aan kandidaten, ook het vak scheikunde en wiskunde.
- niveau: zo geeft een licentiaat of Master les aan de hoogste twee leerjaren van het secundair onderwijs (in het ASO). In de lagere jaren wordt in de regel lesgegeven door een regent.

Op deze regel zijn tal van uitzonderingen, o.a. in het BSO, en het onderwijs voor sociale promotie. 

Onderwijsbevoegdheid wordt behaald:
- tijdens de opleiding, als men de universitaire studie combineert met het zogenaamde "aggregaat" dit zijn enkele onderwijskundige en didactische vakken, naast onderwijsstage. Ook het volgen van een onderwijsopleiding (bachelor in onderwijs) geeft uiteraard onderwijsbevoegdheid.
- na de opleiding door het volgen van een avondcursus die onderwijsbevoegdheid geeft. (Getuigschrift Pedagogische Bekwaamheid)

Het hoger onderwijs en het deeltijds kunstonderwijs hebben een heel eigen regeling.

## Nederland

### Graden

#### Huidige stelsel
In Nederland zijn er twee verschillende graden bevoegdheid vereist voor het mogen lesgeven in het VO. 
- met een tweedegraads bevoegdheid mag men alleen lesgeven aan het vmbo, het mbo en de onderbouw van havo en vwo.

- met een eerstegraads bevoegdheid mag men ook lesgeven aan de bovenbouw van havo en vwo.

Voor het BVE-onderwijs (beroepsonderwijs en volwasseneneducatie) is er een aparte regeling. Zie daarvoor artikel 4.2.1. van de WEB.
Daarnaast bestaat de mogelijkheid voor zogenaamde 'zijinstromers' om een onderwijsbevoegdheid te halen terwijl ze al lesgeven. Dit betreft in de praktijk hoofdzakelijk het didactisch-pedagogisch gedeelte. Deze route is geopend om voor mensen met veel beroepservaring een flexibele route te openen naar het leraarschap. Wel moet diegene al ervaring hebben opgebouwd in zijn specifieke vakgebied. Het zijinstroomtraject wordt afgesloten met een diploma dat bepaalt waarvoor de zijinstromer bevoegd is.

#### Derdegraads
Naast de huidige indeling in eerstegraads en tweedegraads bestond er een derdegraads (zogenaamde l.o.) bevoegdheid. Dit is nog steeds een bevoegdheid voor het gehele vmbo, de gehele MAVO (oude ULO) en jaar 1 van havo en vwo. Deze bevoegdheid is alleen verbonden aan oudere diploma's die op basis van het overgangsrecht uit de wet BIO nog geldig zijn.

### Opleidingen
| Bevoegdheid  | Huidig                          | Oud                         |
| ------------ | ------------------------------- | --------------------------- |
| Derdegraads  | Opleiding vervallen             | voorheen genoemd LO-akte    |
| Tweedegraads | HBO B. Ed                       | MO-A                        |
| Eerstegraads | HBO M. Ed, MA/MSc + post-Master | MO-B / doctoraal oude stijl |